# Йоан Гаврилов
Йоан Цветанов Гаврилов е български футболист, полузащитник, състезател на ПФК Септември (София).

## Кратка спортна биография
Роден е на 25 януари 1999 година в София. Започва да тренира футбол в ДЮШ на гранда ПФК Левски (София), като преминава през всички гарнитури на „столичани“.
С навършване на пълнолетие, през 2018 година напуска „сините“ и заиграва в клуба на ОФК Ботев (Ихтиман), с който се състезава в ЮЗ Трета аматьорска футболна лига на България. През 2020 година напуска Ботев и преминава във втородевизионният тогава ПФК Септември (София), с който подписва на 28 януари 2021 година.
Дебютира за ПФК Септември във Втора лига на 28 февруари 2021 година, при победата на Септември с 0-6 като гост на ПФК Нефтохимик (Бургас).
В ЕФБЕТ Първа лига на България дебютира в официален мач на 18 юли 2022 година, при победата с 1-3 над ПФК Хебър (Пазарджик).